# Liste der Monuments historiques in Maurupt-le-Montois
Die Liste der Monuments historiques in Maurupt-le-Montois führt die Monuments historiques in der französischen Gemeinde Maurupt-le-Montois auf.

## Liste der Immobilien
| Bezeichnung                    | Beschreibung           | Standort          | Kennzeichnung | Schutzstatus | Datum | Bild           |
| ------------------------------ | ---------------------- | ----------------- | ------------- | ------------ | ----- | -------------- |
| Kirche Assomption-de-la-Vierge | ab dem 12. Jahrhundert | Grande-Rue (Lage) | PA00078743    | Classé       | 1975  | weitere Bilder |

## Liste der Objekte
| Bezeichnung | Beschreibung                                                                  | Standort                                     | Kennzeichnung | Schutzstatus | Datum | Bild |
| ----------- | ----------------------------------------------------------------------------- | -------------------------------------------- | ------------- | ------------ | ----- | ---- |
| Hauptaltar  | Altartisch und Baldachin; Holz, farbig gefasst und vergoldet, 18. Jahrhundert | in der Kirche Assomption-de-la-Vierge (Lage) | PM51002140    | Inscrit      | 1974  |      |